# Aniela Pawlikowska
Aniela Pawlikowska z domu Wolska, ps. „Lela” (ur. 11 lipca 1901 we Lwowie, zm. 23 grudnia 1980 w Londynie) – polska malarka, portrecistka i autorka ilustracji książkowych.

## Życiorys
Urodziła się w domu o bogatych tradycjach kulturalnych i naukowych. Jej matką była Maryla Wolska, poetka, córka Wandy Monné (po mężu Młodnickiej), muzy i narzeczonej Artura Grottgera, pisarki i tłumaczki, ojcem zaś – Wacław Wolski, inżynier, wynalazca, jeden z pionierów polskiego przemysłu naftowego, autor prac z dziedziny logiki matematycznej, poliglota. Aniela była najmłodsza z pięciorga rodzeństwa; jej siostrą była poetka Beata Obertyńska. Jej brat Ludwik, także poeta, został zamordowany przez Ukraińców w 1919 r. w Złoczowie.
Edukację otrzymała w domu. Jednym z jej nauczycieli był rysownik, filozof i psycholog Władysław Witwicki, uczeń ojca Maryli Wolskiej, malarza Karola Młodnickiego. Zdolności artystyczne Leli Wolskiej dostrzeżono wcześnie. Pierwszą wystawę miała w wieku lat dziewięciu. 54 jej prace plastyczne zostały wówczas przedstawione w lwowskim Towarzystwie Przyjaciół Sztuk Pięknych. Ponieważ jej domowa edukacja nie została zakończona egzaminem maturalnym, studia z historii sztuki u profesorów Jana Bołoz-Antoniewicza i Władysława Podlachy na lwowskim Uniwersytecie Jana Kazimierza podjęła jako wolny słuchacz.

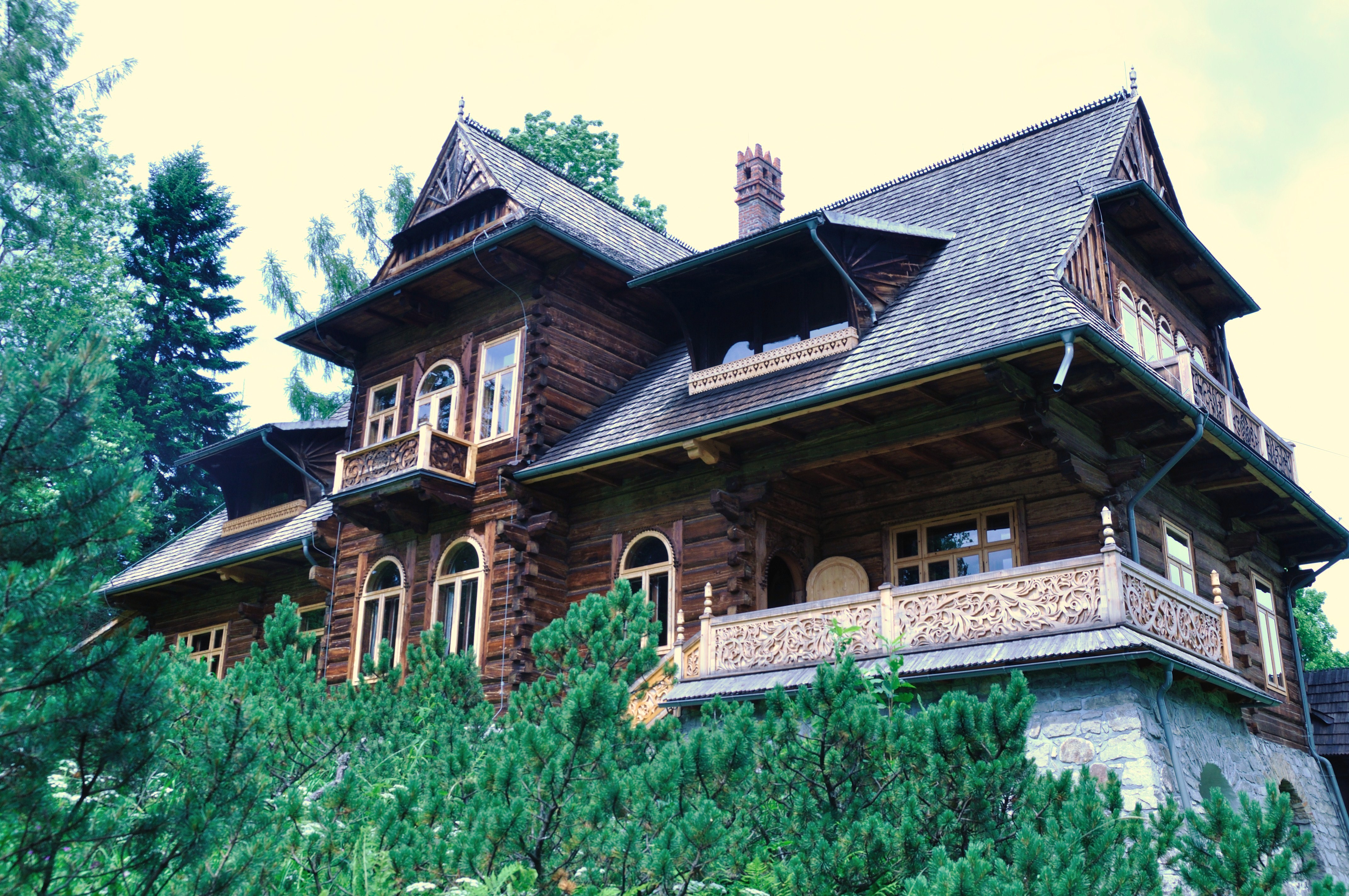
Willa „Pod Jedlami” w Zakopanem

9 lutego 1924 r. wyszła za mąż za Michała Pawlikowskiego, pisarza i wydawcę, i zamieszkała w jego rodzinnym majątku Medyka pod Przemyślem. Mieli razem trzy córki i syna. Wiele czasu spędzała też w zakopiańskim Domu pod Jedlami, wybudowanym przez Jana Gwalberta Pawlikowskiego, ojca Michała, według projektu Stanisława Witkiewicza. Mając intensywne wsparcie męża kontynuowała studia malarskie – także jako wolny słuchacz – w krakowskiej Akademii Sztuk Pięknych u Wojciecha Weissa i Kazimierza Sichulskiego.
W latach 30. XX w. brała udział w wielu wystawach we Lwowie, Krakowie, Warszawie i Zakopanem, a także w Lipsku, Rzyme, Florencji i Turynie. W pierwszych dniach II wojny światowej wywiozła z Medyki swoich czworo dzieci do Lwowa i zamieszkała u siostry w willi Wolskich, na tzw. Zaświeciu. W maju 1940 r., już po pierwszej fali wywózek Polaków ze Lwowa na Syberię, udało się jej uzyskać pozwolenie na wyjazd wraz z dziećmi do Generalnego Gubernatorstwa. Znalazła przystań w Goszycach, we dworze swojej krewnej Zofii z Zawiszów Kernowej. Stamtąd w kwietniu 1942 r., dzięki staraniom męża, który w tym czasie przebywał w Rzymie, wyjechała z dziećmi do Włoch.
Tam zarabiała na utrzymanie rodziny malując portrety włoskich arystokratów i przebywających we Włoszech dyplomatów. Także w Londynie, dokąd wraz z mężem i dziećmi wyjechała pod koniec 1946 r., malowanie przez nią portretów na zamówienie było podstawą bytu rodziny. W latach 50. stała się jedną z najpopularniejszych portrecistek Wielkiej Brytanii. W 1955 r. w londyńskiej Parsons Gallery odbyła się jej wielka indywidualna wystawa, która stała się dużym wydarzeniem kulturalnym nie tylko wśród brytyjskiej Polonii. Pracę kontynuowała do końca życia mimo utraty wzroku w jednym oku. Od 1962 r. co roku odwiedzała Polskę na kilka miesięcy, zatrzymując się w zakopiańskiej willi Pawlikowskich, Domu „Pod Jedlami”.
Zmarła 23 grudnia 1980 w Londynie w tzw. „Antokolu”. Jej prochy zostały przekazane do pochowania w Polsce. Pochowana na Cmentarzu Zasłużonych na Pęksowym Brzyzku w Zakopanem (kw. L-I-6).

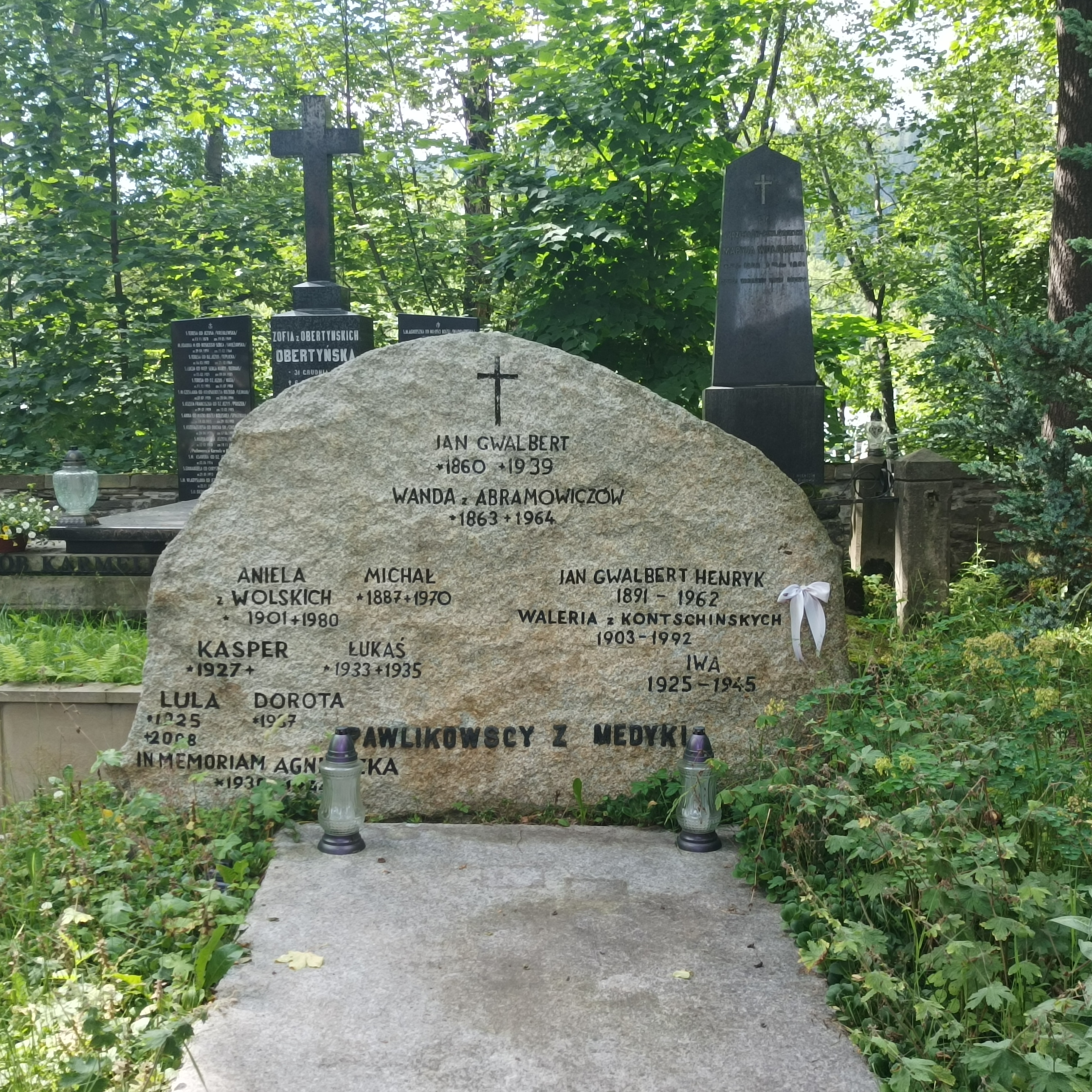
Grób Pawlikowskich na Cmentarzu Zasłużonych na Pęksowym Brzyzku

## Twórczość
Domowa edukacja mocno osadzona w tradycji, o wyraźnie zachowawczym charakterze, a także narodowo-patriotyczne przekonania męża, który był wszakże głównym promotorem jej sztuki, zaważyły na tym, że Lela Pawlikowska nie dążyła do awangardowych rozwiązań, starając się szukać w sztuce „połączenia malarskich pierwiastków z ekspresją i polskością”. Ta jej deklaracja – jak również cechy artystyczne jej twórczości – pozwalają łączyć ją ze stylem art déco.

### Grafika książkowa
Jej publicznym debiutem (nie licząc wystawy prac dziecięcych) były ilustracje i opracowanie graficzne bibliofilskiej edycji utworu Michała Pawlikowskiego Agnieszka albo o Pannie na niedźwiedziu (Medyka 1925). Ten będący pastiszem średniowiecznych inkunabułów – zwłaszcza znanego jej dobrze Kodeksu Baltazara Behema – tom zainaugurował działalność oficyny Biblioteka Medycka, która do 1939 r. wydała piętnaście tytułów, opracowanych graficznie i często ilustrowanych przez Lelę Pawlikowską. Do najważniejszych w dorobku ilustratorskim Pawlikowskiej należały dwa tomy Beaty Obertyńskiej: Gitara i tamci (Medyka 1926), z sześcioma stylizowanymi ilustracjami oraz O Braciach Mroźnych. Sen kalendarzowy (Medyka 1930). Ważne w jej dorobku były też kolorowe gwasze i czarno-białe linoryty do książki Zofii Kossak-Szczuckiej Szaleńcy Boży (Kraków 1929). Po wojnie Pawlikowska współpracowała z działającym w Londynie wydawnictwem Veritas, opracowując graficznie kilkanaście tytułów.

### Tematyka religijna
Tematyka religijna, zwłaszcza o charakterze maryjnym, stanowiła ważny nurt twórczości Leli Pawlikowskiej. Uwagę zwraca zwłaszcza Bogurodzica – teka dziesięciu kolorowanych akwarelą i złoconych linorytów, nawiązujących do ludowych drzeworytów i obrazków na szkle. Zbiór wydano nakładem Biblioteki Medyckiej w 1930 r. Cykl ten, utrzymany w stylistyce Art Déco i kontynuowany po wojnie w pojedynczych pracach, artystka tak skomentowała: „Te obrazy są treści religijnej, ale mnie chodziło o to, żeby tę treść podać po polsku, nie czerpiąc z żadnego wzoru ani stylu, chyba że ze źródeł ludowych (…) Chodziło o pokazanie świąt maryjnych poprzez polski kalendarz, tradycję, np. Siewna, Jagodna, Zielna… I także o to, by działać najprostszymi środkami malarskimi, czyli linią, a jednocześnie dać najwięcej wyrazu”.
W podobnym stylu jest także „Św. Hubert”, linoryt barwny z 1936 r., a także niektóre spośród wspomnianych ilustracji książkowych, z których większość ma charakter religijny.
Po wojnie powstało kilka ważnych prac religijnych Leli Pawlikowskiej. Można do nich zaliczyć obraz ołtarzowy w kaplicy domu zakonnego x.x. Marianów w Fawley Court w hrabstwie Buckinghamshire Anglia, „Św. Stanisław Szczepanowski Biskup Męczennik” z 1947 r., a także dwa obrazy, których los nie jest znany, a które zachowały się w reprodukcjach: „Modlitwa za dusze czyśćcowe” (1947) i „Ojciec Maksymilian Maria Kolbe” (1962). Zarówno jeszcze w kraju, jak i w okresie emigracyjnym artystka projektowała też liczne świąteczne karty pocztowe o religijnym charakterze.

### Portrety i pejzaże
Studium człowieka i natury także towarzyszyło Pawlikowskiej przez całe życie. Postaci ludzkie, rośliny i zwierzęta zapełniały jej szkicowniki, stanowiące codzienną, nieprzerwaną jej pracę warsztatową, a przy tym zapis wrażeń i fascynacji. Była znawczynią botaniki, a przy tym wrażliwym obserwatorem zjawisk. Pejzaże – głównie malowane akwarelą – początkowo odnosiły się do tradycji dziewiętnastowiecznej, później coraz wyraźniej nawiązywały do nowszych fascynacji sztuką japońską i eksperymentów kolorystycznych międzywojnia. Osobny rozdział w jej twórczości stanowią temperowe studia wnętrz – głównie pałacu w Medyce. Przed wojną powstało ich kilka, na emigracji zaś, gdy wiadomo już było, że swojego domu artystka nie zobaczy już nigdy, utrwaliła te wnętrza z pamięci, starając się ekspresję artystyczną zastąpić precyzyjnym oddaniem szczegółów.
Portrety, które na emigracji miały się stać podstawą utrzymania rodziny i także Domu „Pod Jedlami” w Zakopanem, z początku oscylowały pomiędzy stylistyką secesyjną (portret ołówkowy Marii Zawiszyny z 1923 r. czy Maryli Wolskiej z 1915 r.) a nowoczesnym traktowaniem koloru i formy we wczesnych autoportretach. Z kolei portrety męża, Michała Pawlikowskiego z lat 20. i początku 30. uderzają drapieżną wręcz ekspresyjnością. W czasie wojny i po niej Pawlikowska była zmuszona zarabiać na życie malując i szkicując portrety – na zamówienie, czy tworzone ad hoc, jako moneta obiegowa, co zdarzało się w okupowanej Polsce i potem, w trudnym początkowo okresie włoskim. Większość z nich, zwłaszcza te, dzięki którym zdobywała rosnącą popularność w kręgach arystokracji włoskiej, a potem brytyjskiej, nosi wyraźne cechy tradycyjnego malarstwa akademickiego.
Z lat emigracji, kiedy nadzieja na powrót do Polski zgasła bezpowrotnie, a z nią szansa powrotu także do swobody twórczej, zastępowanej stopniowo coraz surowszym rygorem portretowania zarobkowego, zachowały się trzy martwe natury i obraz przedstawiający róże. Są to wybitne dzieła, będące niejako pożegnaniem artystki ze sztuką, wydarte z kieratu jej codziennych malarskich obowiązków. Malowane jakby w pośpiechu, mięsistą olejną fakturą („Róże”), dysharmonicznym kolorem, groteskową lub trywialną tematyką („Pinocchio i lalka”, ok. 1943; „Kaszanka na słomie”, 1960; „Garnki”, 1970), były ostatnim zrywem jej artystycznego ducha. Wśród portretów zarobkowych w Anglii pozostała pewna relikwia w postaci pastelu dziecięcej głowy przyszłej Diany księżnej Walii.